# Kutry torpedowe typu LS
Kutry torpedowe typu LS - typ dwunastu lekkich kutrów torpedowych konstrukcji niemieckiej z okresu II wojny światowej.